# 甲基丙烯酸甲酯
甲基丙烯酸甲酯（methyl methacrylate, MMA）是一种有机物，分子式为CH2=C(CH3)COOCH3，无色液体，是将甲基丙烯酸（MAA）与甲醇酯化形成的，它是生产透明塑料聚甲基丙烯酸甲酯（PMMA）的单体。

## 生产

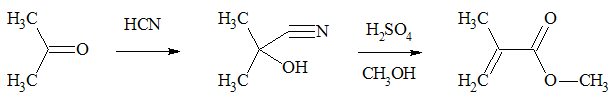
丙酮氰醇（ACH）法生产甲基丙烯酸甲酯

世界上生产甲基丙烯酸甲酯的主要制造商包括Evonik Industries、壳牌、BASF、陶氏化工、Lucite、Celanese、Mitsubishi Rayon和住友化学。1993年，美国的甲基丙烯酸甲酯年产量为60万吨，2005年世界的年产量估计为320万吨。
大多数的制造商采用丙酮氰醇（ACH）的制作路线，以丙酮和氢氰酸反应得到中间体丙酮氰醇，再将丙酮氰醇与浓硫酸反应得到甲基丙烯酰胺，进而与水反应，得到硫酸氢铵和甲基丙烯酸，然后与甲醇反应在酸性条件下生成甲基丙烯酸甲酯。一些亚洲生产商也用异丁烯相类似的叔丁醇作为原料，氧化成甲基丙烯醛，然后再氧化成甲基丙烯酸，进而与甲醇酯化生成甲基丙烯酸甲酯。
丙烯也可以在酸的作用下羰基化生成异丁酸，然后脱氢得到甲基丙烯酸。
2007年9月18日一种新型的铂催化生产甲基丙烯酸甲酯的方法问世。这种方法使用了均相的铂-磷催化剂。Lucite公司的工艺使用乙烯、一氧化碳、以及甲醇作为反应物生产丙酸甲酯，然后与甲醛反应生成甲基丙烯酸甲酯和水

## 用途
甲基丙烯酸甲酯主要应用于生产聚甲基丙烯酸甲酯塑料。甲基丙烯酸甲酯也用于生产甲基丙烯酸甲酯-丁二烯-苯乙烯树脂（MBS）的共聚物，该树脂是PVC塑料的改性剂。
聚甲基丙烯酸甲酯和其共聚物主要应用于制造水性涂层，例如房屋的乳胶漆以及粘帖剂。
现代对甲基丙烯酸甲酯的应用是将其制作成盘状以使光可以水平的通过计算机液晶螢幕幕或者电视机螢幕。
甲基丙烯酸甲酯也用来作为防止解剖器官腐蚀的涂层，如用于心脏冠状动脉的防腐。